# Upgraded
Upgraded es una película de comedia romántica estadounidense de 2024 dirigida por Carlson Young y protagonizada por Camila Mendes, Archie Renaux, Thomas Kretschmann, Grégory Montel, Lena Olin y Marisa Tomei.
La película se estrenó en Amazon Prime Video el 9 de febrero de 2024.

## Sinopsis
Ana es una pasante ambiciosa que sueña con una carrera en el mundo del arte mientras intenta impresionar a su exigente jefa, Claire. Cuando Ana es ascendida a primera clase en un viaje de trabajo, conoce al apuesto Will, quien confunde a Ana con su jefe, una mentira piadosa que luego desencadena una glamorosa cadena de eventos, romance y oportunidades, hasta que su mentira amenaza con salir a la superficie.

## Reparto
- Camila Mendes como Ana[3]
- Archie Renaux como William[3]
- Marisa Tomei como Claire[4][5]
- Lena Olin como Catherine[4]
- Anthony Head como Julian Marx[6]
- Thomas Kretschmann como Arnold Grant[6]
- Grégory Montel como Gerard Abel[6]
- Rachel Matthews como Suzette[6]
- Fola Evans-Akingbola como Renee
- Aimee Carrero como Vivian
- Andrew Schulz como Ronnie[6]
- Saoirse-Monica Jackson como Amy[6]

## Producción
En agosto de 2022, se informó que Camila Mendes y Archie Renaux fueron elegidos para la película, que entró en producción en el Reino Unido. Al mes siguiente, se anunció que Marisa Tomei y Lena Olin formaban parte del elenco.

## Estreno
Upgraded fue estrenada por Amazon Prime Video el 9 de febrero de 2024.